# کیا فورت
کیا فورت (به انگلیسی: Kia Forte) که در کره جنوبی با نام کی۳ (به انگلیسی: K3) و در چین با نام شوما (به انگلیسی: Shuma) و در سنگاپور و کلمبیا با نامهای فورت کی۳ (به انگلیسی: Forte K3) و سراتو فورت (به انگلیسی: Cerato Forte) عرضه می‌شود، یک خودروی کامپکت ساخت کیا موتورز است که تولید آن از سال ۲۰۰۸ آغاز شده و همچنان ادامه دارد.

## نگارخانه

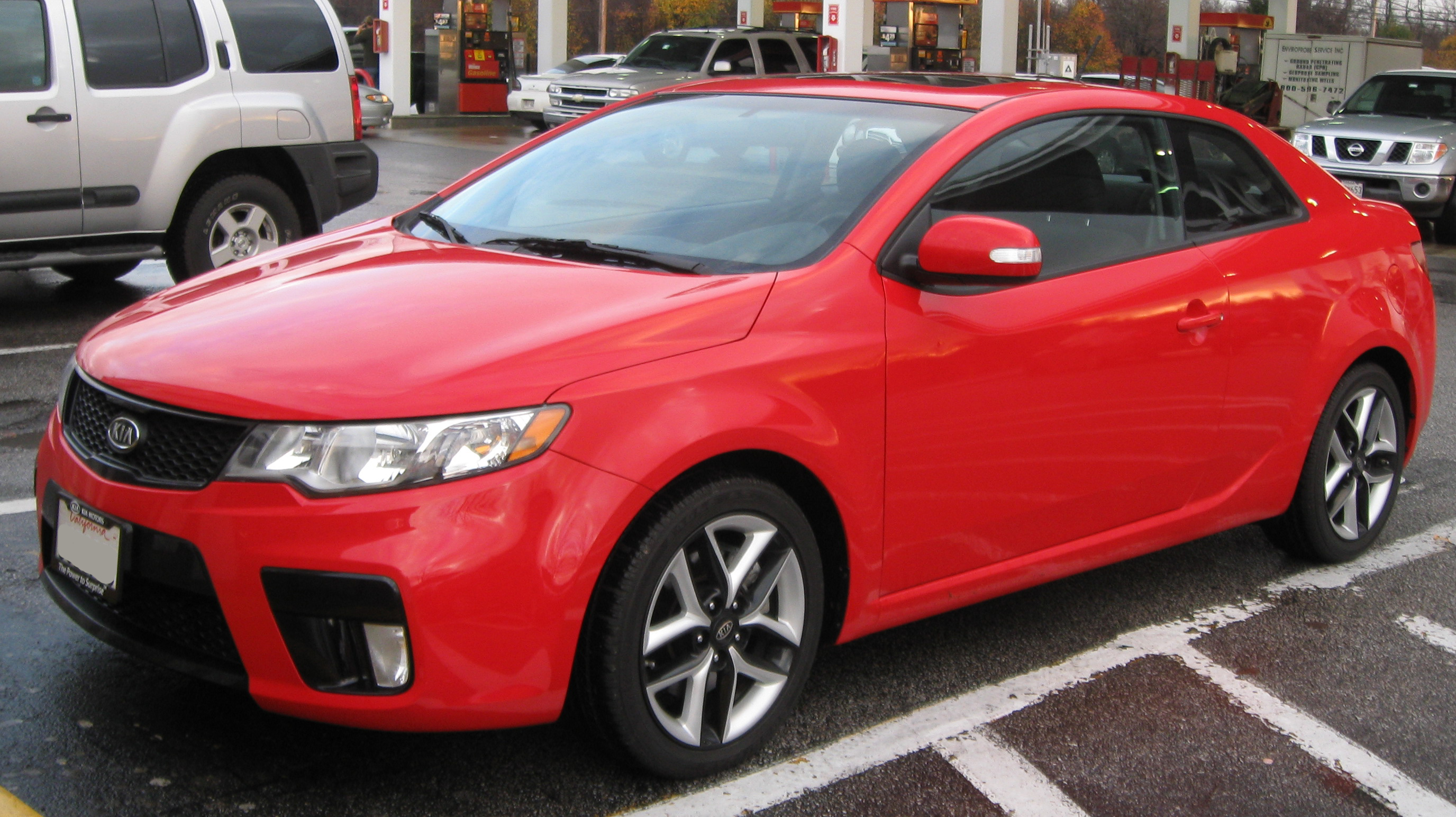
کیا فورت کوپه ۲۰۱۰ (ایالات متحده)
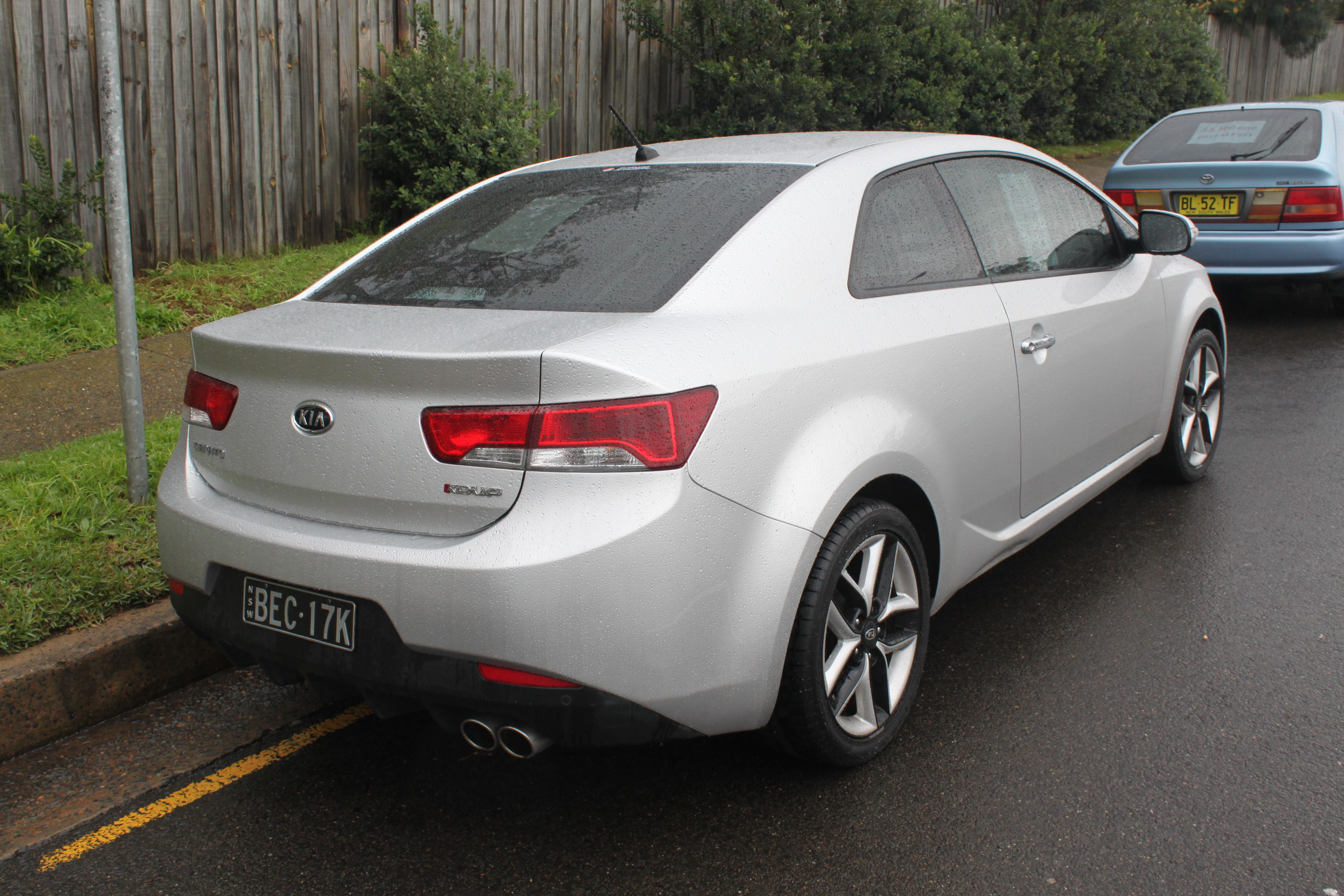
کیا سراتو کوپه ۲۰۱۰ (استرالیا)